# نار وغضب
نار وغضب: داخل بيت ترامب الأبيض (بالإنجليزية: Fire and Fury: Inside the Trump White House)‏ هو كتاب واقعي للمؤلف الأمريكي مايكل وولف، صدر الكتاب في 5 يناير 2018 بواسطة دار النشر هنري هولت وشركائه. يوضح الكتاب تفاصيل السنة الأولى من حكم الرئيس الأمريكي الحالي دونالد ترامب. وقد أصبح الكتاب الأكثر مبيعاً على موقع أمازون، وذلك بعد صدور أول مختطفات صغيرة من الكتاب في 3 يناير 2018. الكتاب يوجه انتقادات وتهم حادة لدونالد ترامب والشخصيات المقربة منه، بسبب ذلك حاول محامو ترامب منع نشر الكتاب.
تم التسريع بعملية توزيع الكتاب بعد تهديدات بإيقاف نشره، حيث كان من المقرر نشره في 9 يناير 2018 لكن التهديدات عجلت في ذلك لينشر في الخامس من نفس الشهر. وحقق الكتاب بعد نشره أعلى مبيعاً على شبكة الإنترنت، وأحتل المركز الأول في أعلى الكتب مبيعاً على موقع أمازون منذ اليوم الأول لنشره، كما بدأ مخزون الطبعة الأولى من الكتاب بالنفاذ.

## محتوى الكتاب
يحتوي الكتاب على تهم وجهها المساعد السابق للرئيس دونالد ترامب ستيف بانون، وقال أن ترامب غير قادر على العمل في منصبه لافتقاده الخبرة، كما وصفه بالجبان وعدم الاستقرار. كما يوضح كمية الخلافات الموجودة داخل البيت الأبيض والتي تسبب بها ترامب منذ توليه سدة الحكم. كما اتهم بانون ابن الرئيس دونالد ترامب جونيور بإقامة اتصلات مع أشخاص على علاقة بالكرملين، والتي يعتبرها بانون بالخيانة. كما وصف ابنة ترامب إيفانكا بالغبية.، كما ذكر الكتاب أن الرئيس الأمريكي دونالد ترمب وصهره جاريد كوشنير لهما دور كبير في تولي محمد بن سلمان زمام السلطة في السعودية، وورد في الكِتاب أيضًا أن ترمب أبلغ أصدقاءه في البيت الأبيض أنه وصهره هندسا انقلابا في السعودية ووضعا «رجل أمريكا في القمة».

## ردود الفعل
- اتهم الرئيس الأمريكي دونالد ترامب مساعده السابق ستيف بانون بالجنون، بسبب التصريحات التي أدلى بها في كتاب «نار وغضب».[4]
- المتحدثة باسم البيت الأبيض سارة ساندرز قالت: «الكتاب مليء بالمعلومات الكاذبة والمضللة والتي قالها أشخاص ليس لديهم صلات أو تأثير بالبيت الابيض»